# Biệt kích

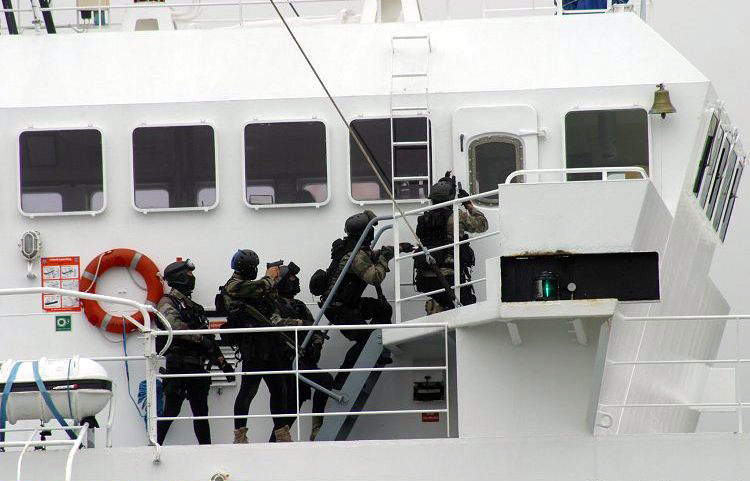
Đơn vị Biệt kích Hải quân Pháp unit Jaubert đột nhập vào một chiếc tàu trong một cuộc diễn tập đột kích

Biệt kích (đôi khi còn gọi là biệt động hay đặc công) có thể là một binh lính riêng lẻ hoặc một đơn vị quân đội đặc biệt. Theo quan điểm hiện đại, biệt kích là bộ binh hạng nhẹ đặc biệt tinh nhuệ hoặc/và các đơn vị thuộc lực lượng đặc biệt, nhất là trong các hoạt động nhảy dù, đổ bộ, đột kích... hay các kĩ thuật tương tự, để dẫn đường hoặc thực hiện nhiệm vụ tấn công.

## Đặc công Việt Nam
Việt Nam Dân chủ Cộng hòa đã tạo ra một trong số những đơn vị biệt động hiệu quả nhất thế giới trong thời kỳ sau chiến tranh thế giới thứ hai (quân đội Việt Nam thường gọi các đơn vị này là đặc công).
Trong thời gian chiến tranh Việt Nam, phía Mỹ và CIA đã cho thành lập rất nhiều đơn vị biệt kích như Navy Seal (ngoại trừ đơn vị SEAL Team 6 còn gọi là D.E.V.G.R.U thì sau năm 1975 nhiều năm mới thành lập), Mũ nồi xanh, Delta Force MACV-SOG.